# Ризо Шурла
Ризо Шурла (Улцињ, 12. јануар 1922 – Улцињ, 11. фебруар 2003), такође познат као Ризо Харапи, био је црногорски фотограф, глумац и учесник НОБ-а током Другог свјетског рата.

## Биографија
Ризо Шурла рођен је 12.јануара 1922. године у Улцињу, тада Краљевини Срба, Хрвата и Словенаца. Његова породица припадала је афро-албанској заједници у Улцињу. Афрички робови довођени су од стране улцињских помораца током 18-тог века.У 19-том веку добили су слободу и отпочели интеграцију унутар локалне заједнице. Његов отац, Саиди, био је директни потомак првих Африканаца који су доселили у Улцињ, а његова мајка Фатима је била локална улцињанка.У својој младости бавио се боксом и радио као конобар у Дубровнику.Потом је отишао за Београд гдје се бавио фотографисањем.Током Другог свјетског рата борио се у редовима Народноослободилачке Војске Југославије.Након рата, вратио се у Улцињ гдје је отворио први фотографски студио у граду, који је дуго времена био и једини. 1976. године глумио је у филму Јагош и Угљеша.Оженио је црногорку из Улциња Наду Рачић, са којом је имао двоје дјеце.
Преминуо је у свом родном граду 11.фебруара 2003.године. Био је посљедњи представник црначке заједнице у граду.